# Bodianus pulchellus
Bodianus pulchellus là một loài cá biển thuộc chi Bodianus trong họ Cá bàng chài. Loài này được mô tả lần đầu tiên vào năm 1860.

## Từ nguyên
Từ định danh của loài trong tiếng Latinh có nghĩa là "xinh đẹp", hàm ý đề cập đến màu sắc bắt mắt của loài này.

## Phạm vi phân bố và môi trường sống
Từ bang South Carolina (Hoa Kỳ) và Bermuda, B. pulchellus được ghi nhận dọc theo bờ biển phía đông Hoa Kỳ, trải dài đến khắp vịnh México và biển Caribe, bao gồm cả Antilles; ở phía nam, loài cá này xuất hiện dọc theo bờ biển Brasil (trải dài đến bang Santa Catarina), bao gồm đảo san hô Rocas và Fernando de Noronha; ngoài ra, loài này cũng được tìm thấy ở đảo São Tomé trong vịnh Guinea.
B. pulchellus sống gần các rạn san hô ở độ sâu khoảng từ 15 đến ít nhất là 120 m, nhưng ít khi được quan sát ở độ sâu hơn 24 m.

## Mô tả
B. pulchellus có chiều dài cơ thể tối đa được ghi nhận là 28,5 cm. Cá trưởng thành có màu đỏ, trừ gốc vây đuôi, phía sau vây lưng và vây đuôi màu vàng tươi. Có một vệt sọc trắng mờ từ miệng kéo dài đến giữa thân. Cá con vàng tươi khắp cơ thể và một đốm đen ở phía trước của vây lưng (đốm này vẫn còn ở cá trưởng thành).
Số gai ở vây lưng: 12; Số tia vây ở vây lưng: 10; Số gai ở vây hậu môn: 3; Số tia vây ở vây hậu môn: 12; Số tia vây ở vây ngực: 15–16.

## Sinh thái học
Thức ăn của B. pulchellus là những loài động vật có vỏ nhỏ và giáp xác. Cá con có thể ăn các loài giáp xác ký sinh trên cơ thể cá lớn. B. pulchellus được xem là một loài cá cảnh và cũng được xuất khẩu thương mại.
B. pulchellus có thể lai tạp với loài Bodianus rufus trong cùng khu phân bố.

### Trích dẫn
- Martin F. Gomon (2006). “A revision of the labrid fish genus Bodianus with descriptions of eight new species” (PDF). Records of the Australian Museum, Supplement. 30: 1–133. ISSN 0812-7387.